# Список томов Monogatari
Monogatari Series — серия лайт-новел японского писателя Нисио Исина. Названия всех томов традиционно оканчиваются на -monogatari (яп. 物語, «история»). Цикл повествует о Коёми Арараги, студенте 3 курса старшей школы Наоэцу, ставшем вампиром незадолго до начала сюжета, и о множестве сверхъествественных историй, в которых из-за этого ему пришлось побывать. Первые три рассказа цикла были написаны Нисио Исином и опубликованы в журнале Mephisto с сентября 2005 по май 2006 года. В дальнейшем эти рассказы объединены в одну книгу, вышедшую в ноябре 2006 года и ставшую первым томом серии. На июль 2017 года выпущено 23 тома, составляющих 4 полных и один незаконченный сезон. Анонсированы 24-28 тома пятого сезона.
В декабре 2015 года американское издательство Vertical выпустило официальную англоязычную локализацию третьего тома под названием KIZUMONOGATARI: Wound Tale. Выбор именно третьего тома был связан со скорым выходом полнометражной экранизации Kizumonogatari. Спустя год, в декабре 2016 года, началась локализация остальных томов в хронологическом порядке.

## Обзор сезонов
| Сезон | Сезон          | Номера томов | Дата выхода      | Дата выхода      |
| Сезон | Сезон          | Номера томов | Первый том       | Последний том    |
| ----- | -------------- | ------------ | ---------------- | ---------------- |
|       | First Season   | 1-6          | 1 ноября 2006    | 28 июля 2010     |
|       | Second Season  | 7-12         | 27 октября 2010  | 20 декабря 2011  |
|       | Final Season   | 13-18        | 26 сентября 2012 | 17 сентября 2014 |
|       | Off Season     | 19-22        | 5 октября 2015   | 11 января 2017   |
|       | Monster Season | 23-28        | 19 июля 2017     | 19 августа 2021  |

## Первый сезон
Monogatari Series: First Season (яп. 〈物語〉シリーズ ファーストシーズン Моногатари Сиридзу Фа:суто Си:дзун) — первый сезон серии, включает в себя 1-6 тома, вышедшие с 1 ноября 2006 года по 28 июля 2010 года.
| № | Заглавие | Дата публикации                                                         | ISBN                                                                    |
| --- | --- | ----------------------------------------------------------------------- | ----------------------------------------------------------------------- |
| 1 | Bakemonogatari (Vol. 1) (化物語（上）) | 1 ноября 2006 года                                                      | ISBN 978-4-06-283602-9                                                  |
| - Эпизод первый: Краб Хитаги (яп. 第一話 ひたぎクラブ Дай Ити Ва Хитаги Курабу) - Эпизод второй: Улитка Маёй (яп. 第二話 まよいマイマイ Дай Ни Ва Маёй Маймай) - Эпизод третий: Обезьяна Суруга (яп. 第三話 するがモンキー Дай Сан Ва Суруга Монки:) | - Эпизод первый: Краб Хитаги (яп. 第一話 ひたぎクラブ Дай Ити Ва Хитаги Курабу) - Эпизод второй: Улитка Маёй (яп. 第二話 まよいマイマイ Дай Ни Ва Маёй Маймай) - Эпизод третий: Обезьяна Суруга (яп. 第三話 するがモンキー Дай Сан Ва Суруга Монки:) | Дословный перевод: «История монстров». На обложке: Хитаги Сэндзёгахара. | Дословный перевод: «История монстров». На обложке: Хитаги Сэндзёгахара. |
| «Краб Хитаги». 8 мая. История Хитаги Сэндзёгахары, девушки, потерявшей свой вес и свои детские воспоминания. Коёми случайно знакомится с ней и вызывается помочь. Мэмэ призывает божество в виде краба, который и похитил у Хитаги её вес и память и помогает их вернуть. «Улитка Маёй». 14 мая. В день матери Коёми ссорится с сёстрами и уходит из дома. Гуляя в парке с Хитаги он встречает Маёй Хатикудзи, потерявшуюся пятиклассницу. Безуспешно пытаясь помочь найти её дом Хитаги отправляется к Мэмэ за помощью. Выясняется, что Маёй — призрак, которого видят только те, кто не желает возвращаться домой. Пока призрак рядом, люди не могут найти дорогу домой. Хитаги находит способ найти её дом, после чего Маёй становится блуждающим духом. «Обезьяна Суруга». 22 мая. На Коёми нападает неизвестный человек необычайной силы в жёлтом плаще. Выясняется, что этим человеком является Суруга Камбару, баскетболистка с повязкой на руке, под которой прячет обезьянью лапу. Лапа на самом деле является частью демона Рэйни, который по ночам берёт контроль над телом Суруги. При помощи Хитаги удаётся остановить демона. | |                                                                         |                                                                         |
| 2 | Bakemonogatari (Vol. 2) (化物語（下）) | 4 декабря 2006 года                                                     | ISBN 978-4-06-283607-4                                                  |
| - Эпизод четвёртый: Змея Надэко (яп. 第四話 なでこスネイク Дай Ён Ва Надэко Сунэйку) - Эпизод пятый: Кошка Цубаса (яп. 第五話 つばさキャット Дай Го Ва Цубаса Кятто) | - Эпизод четвёртый: Змея Надэко (яп. 第四話 なでこスネイク Дай Ён Ва Надэко Сунэйку) - Эпизод пятый: Кошка Цубаса (яп. 第五話 つばさキャット Дай Го Ва Цубаса Кятто)                                                                                 | На обложке: Цубаса Ханэкава.                                            | На обложке: Цубаса Ханэкава.                                            |
| «Змея Надэко». 11 июня. В город приезжает мошенник Дэйсю Кайки, где начинает распространять среди школьников проклинающие талисманы. Надэко Сэнгоку становится жертвой этих проклятий. Дабы снять проклятие, Надэко приносит в жертву змей в храме Кита-Сирахэби, однако только лишь усугубляет ситуацию. «Кошка Цубаса». 13 июня. Из-за накопившегося стресса внутри Цубасы пробуждается дух бакэнэко, целью которого становится Коёми Арараги — источник стресса Цубасы. Друзья Коёми помогают ему найти сбежавшую Синобу, благодаря которой в результате удаётся снова запечатать духа кошки. | |                                                                         |                                                                         |
| 3 | Kizumonogatari (傷物語) | 7 мая 2008 года                                                         | ISBN 978-4-06-283663-0                                                  |
| - Эпизод нулевой: Вампир Коёми (яп. 第零話 こよみヴァンプ Дай Дзэро Ва Коёми Вампу) | - Эпизод нулевой: Вампир Коёми (яп. 第零話 こよみヴァンプ Дай Дзэро Ва Коёми Вампу) | Дословный перевод: «История ран». На обложке: Синобу Осино.             | Дословный перевод: «История ран». На обложке: Синобу Осино.             |
| История событий весенних каникул, положивших начало серии. 25 марта — 8 апреля. Коёми Арараги случайно встречает на улице лежащую в крови женщину с белоснежными волосами, у которой отрублены конечности. Она требует, чтобы он спас ей жизнь, отдав свою, и неожиданно для самого себя, он соглашается. На следующий день Коёми просыпается, обнаружив себя живым, а рядом с собой спящую девочку, лет 10 на вид. Она рассказывает ему, что является легендарным вампиром, Киссшот Ацеролаорион Хартандерблейд, и он теперь её слуга, а значит тоже вампир. Так же она рассказывает ему, что её конечности были похищены тремя охотниками на вампиров, и Коёми должен будет сразиться с ними. Киссшот обещает, что вернёт Коёми в человеческое тело, как только вернёт себе свои силы. При помощи Мэмэ Осино, ставшего посредником между Коёми и охотниками, Коёми удаётся победить всех троих и вернуть Киссшот её истинную силу. Однако выясняется, что для того, чтобы слуга вампира снова стал человеком, ему необходимо убить своего хозяина. Киссшот хочет быть убитой, но Коёми принимает решение выпить столько её крови, чтобы она стала практически бессильна, а он сам стал практически человеком. Таким образом Киссшот принимает облик 8-летней девочки на постоянной основе, а у Коёми от прежних вампирских способностей остаётся только ускоренная регенерация. Затаив друг на друга обиду, Коёми и Киссшот остаются связанными узами слуги и хозяина. | |                                                                         |                                                                         |
| 4 | Nisemonogatari (Vol. 1) (偽物語（上）) | 1 сентября 2008 года                                                    | ISBN 978-4-06-283679-1                                                  |
| - Эпизод шестой: Пчела Карэн (яп. 第六話 かれんビー Дай Року Ва Карэн Би:) | - Эпизод шестой: Пчела Карэн (яп. 第六話 かれんビー Дай Року Ва Карэн Би:) | Дословный перевод: «История подделок». На обложке: Карэн Арараги.       | Дословный перевод: «История подделок». На обложке: Карэн Арараги.       |
| 29 июля. В город возвращается Дэйсю Кайки, и сёстры Арараги решают найти и наказать его, однако Карэн становится жертвой мошенника и заболевает неизвестной болезнью, которую Кайки назвал "огненной пчелой". Коёми и Хитаги устраивают Кайки очную встречу, в результате которой выясняется, что болезнь на самом деле поддельная, и Карэн поправится через несколько дней. Сам же Кайки после разговора с Хитаги соглашается покинуть город. | |                                                                         |                                                                         |
| 5 | Nisemonogatari (Vol. 2) (偽物語（下）) | 10 июня 2009 года                                                       | ISBN 978-4-06-283702-6                                                  |
| - Последний эпизод: Феникс Цукихи (яп. 最終話 つきひフェニックス Сайсю: Ва Цукихи Фэниккусу) | - Последний эпизод: Феникс Цукихи (яп. 最終話 つきひフェニックス Сайсю: Ва Цукихи Фэниккусу) | На обложке: Цукихи Арараги.                                             | На обложке: Цукихи Арараги.                                             |
| 14 августа. В город прибывает охотница на бессмертных существ, жестокая оммёдзи, Ёдзуру Кагэнуй, и её сикигами, Ёцуги Ононоки. Их цель — сестра Коёми, Цукихи. Они рассказывают Коёми, что его сестра на самом деле не человек, а бессмертный феникс. Коёми и Синобу вызывают Кагэнуй и Ононоки на дуэль, в результате которой они хоть и не одержали победу, но убедили Кагэнуй в твёрдости своих намерений. Кагэнуй соглашается закрыть глаза на поддельную сестру Коёми и возлагает на него всю ответственность за столь опасное существо. | |                                                                         |                                                                         |
| 6 | Nekomonogatari (Black) (猫物語（黒）) | 28 июля 2010 года                                                       | ISBN 978-4-06-283748-4                                                  |
| - Запрещённый эпизод: Семья Цубасы (яп. 第禁話 つばさファミリー Дай Кин Ва Цубаса Фамири:) | - Запрещённый эпизод: Семья Цубасы (яп. 第禁話 つばさファミリー Дай Кин Ва Цубаса Фамири:) | Дословный перевод: «История кошки». На обложке: Цубаса Ханэкава.        | Дословный перевод: «История кошки». На обложке: Цубаса Ханэкава.        |
| 29 апреля — 7 мая. История событий, произошедших в первые учебные дни, сразу после событий главы «Вампир Коёми». Цубаса находит на улице мёртвую кошку и принимает решение её похоронить, но кошка оказывается духом-оборотнем и таким образом поселяется в теле Цубасы. По ночам дух берёт контроль над телом Цубасы и отправляется на улицы города, где снимает стресс хозяйки путём нападения на прохожих. Коёми одалживает у Синобу её демонический меч Кокороватари, однако ситуация выходит из-под контроля и Синобу приходится испить крови Цубасы, чтобы снять стресс и запечатать духа. | |                                                                         |                                                                         |

## Второй сезон
Monogatari Series: Second Season (яп. 〈物語〉シリーズ セカンドシーズン Моногатари Сиридзу Сэкандо Си:дзун) — второй сезон серии, включает в себя 7-12 тома, вышедшие с 27 октября 2010 года по 20 декабря 2011 года.
| №                                                                                         | Заглавие                                                                                  | Дата публикации                                                       | ISBN                                                                  |
| ----------------------------------------------------------------------------------------- | ----------------------------------------------------------------------------------------- | --------------------------------------------------------------------- | --------------------------------------------------------------------- |
| 7                                                                                         | Nekomonogatari (White) (猫物語（白）)                                                     | 27 октября 2010 года                                                  | ISBN 978-4-06-283758-3                                                |
| - Дружеский эпизод: Тигр Цубаса (яп. 第懇話 つばさタイガー Дай Кон Ва Цубаса Тайга:)      | - Дружеский эпизод: Тигр Цубаса (яп. 第懇話 つばさタイガー Дай Кон Ва Цубаса Тайга:)      | На обложке: Цубаса Ханэкава.                                          | На обложке: Цубаса Ханэкава.                                          |
| 8                                                                                         | Kabukimonogatari (傾物語)                                                                 | 24 декабря 2010 года                                                  | ISBN 978-4-06-283767-5                                                |
| - Эпизод безделья: Зомби Маёй (яп. 第閑話 まよいキョンシー Дай Кан Ва Маёй Кёнси:)        | - Эпизод безделья: Зомби Маёй (яп. 第閑話 まよいキョンシー Дай Кан Ва Маёй Кёнси:)        | Дословный перевод: «История бахвальства». На обложке: Маёй Хатикудзи. | Дословный перевод: «История бахвальства». На обложке: Маёй Хатикудзи. |
| 9                                                                                         | Hanamonogatari (花物語)                                                                   | 29 марта 2011 года                                                    | ISBN 978-4-06-283771-2                                                |
| - Странный эпизод: Демон Суруга (яп. 第変話 するがデビル Дай Хэн Ва Суруга Дэбиру)        | - Странный эпизод: Демон Суруга (яп. 第変話 するがデビル Дай Хэн Ва Суруга Дэбиру)        | Дословный перевод: «История цветов». На обложке: Суруга Камбару.      | Дословный перевод: «История цветов». На обложке: Суруга Камбару.      |
| 10                                                                                        | Otorimonogatari (囮物語)                                                                  | 28 июня 2011 года                                                     | ISBN 978-4-06-283776-7                                                |
| - Хаотичный эпизод: Медуза Надэко (яп. 第乱話 なでこメドゥーサ Дай Ран Ва Надэко Мэду:са) | - Хаотичный эпизод: Медуза Надэко (яп. 第乱話 なでこメドゥーサ Дай Ран Ва Надэко Мэду:са) | Дословный перевод: «История приманки». На обложке: Надэко Сэнгоку.    | Дословный перевод: «История приманки». На обложке: Надэко Сэнгоку.    |
| 11                                                                                        | Onimonogatari (鬼物語)                                                                    | 28 сентября 2011 года                                                 | ISBN 978-4-06-283781-1                                                |
| - Эпизод терпения: Время Синобу (яп. 第忍話 しのぶタイム Дай Нин Ва Синобу Тайму)         | - Эпизод терпения: Время Синобу (яп. 第忍話 しのぶタイム Дай Нин Ва Синобу Тайму)         | Дословный перевод: «История демона». На обложке: Синобу Осино.        | Дословный перевод: «История демона». На обложке: Синобу Осино.        |
| 12                                                                                        | Koimonogatari (恋物語)                                                                    | 20 декабря 2011 года                                                  | ISBN 978-4-06-283792-7                                                |
| - Любовный эпизод: Конец Хитаги (яп. 第恋話 ひたぎエンド Дай Рэн Ва Хитаги Эндо)          | - Любовный эпизод: Конец Хитаги (яп. 第恋話 ひたぎエンド Дай Рэн Ва Хитаги Эндо)          | Дословный перевод: «История любви». На обложке: Хитаги Сэндзёгахара.  | Дословный перевод: «История любви». На обложке: Хитаги Сэндзёгахара.  |

## Третий сезон
Monogatari Series: Final Season (яп. 〈物語〉シリーズ ファイナルシーズン Моногатари Сиридзу Файнару Си:дзун, «Заключительный сезон») — третий сезон серии, включает в себя 13-18 тома, вышедшие с 26 сентября 2012 года по 17 сентября 2014 года.
| № | Заглавие | Дата публикации                                                                         | ISBN                                                                                    |
| --- | --- | --------------------------------------------------------------------------------------- | --------------------------------------------------------------------------------------- |
| 13 | Tsukimonogatari (憑物語) | 26 сентября 2012 года                                                                   | ISBN 978-4-06-283812-2                                                                  |
| - Эпизод тела: Кукла Ёцуги (яп. 第体話 よつぎドール Дай Тай Ва Ёцуги До:ру) | - Эпизод тела: Кукла Ёцуги (яп. 第体話 よつぎドール Дай Тай Ва Ёцуги До:ру) | Дословный перевод: «История одержимости». На обложке: Ёцуги Ононоки.                    | Дословный перевод: «История одержимости». На обложке: Ёцуги Ононоки.                    |
| 14 | Koyomimonogatari (暦物語) | 20 мая 2013 года                                                                        | ISBN 978-4-06-283837-5                                                                  |
| - Эпизод первый: Камень Коёми (яп. 第一話 こよみストーン Дай Ити Ва Коёми Суто:н) - Эпизод второй: Цветок Коёми (яп. 第二話 こよみフラワー Дай Ни Ва Коёми Фурава:) - Эпизод третий: Песок Коёми (яп. 第三話 こよみサンド Дай Сан Ва Коёми Сандо) - Эпизод четвёртый: Вода Коёми (яп. 第四話 こよみウォーター Дай Ён Ва Коёми Во:та:) - Эпизод пятый: Ветер Коёми (яп. 第五話 こよみウインド Дай Го Ва Коёми Уиндо) - Эпизод шестой: Дерево Коёми (яп. 第六話 こよみツリー Дай Року Ва Коёми Цури:) - Эпизод седьмой: Чай Коёми (яп. 第七話 こよみティー Дай Нана Ва Коёми Ти:) - Эпизод восьмой: Гора Коёми (яп. 第八話 こよみマウンテン Дай Хати Ва Коёми Маунтэн) - Эпизод девятый: Торус Коёми (яп. 第九話 こよみトーラス Дай Кю: Ва Коёми То:расу) - Эпизод десятый: Семена Коёми (яп. 第十話 こよみシード Дай Дзю: Ва Коёми Си:до) - Эпизод одиннадцатый: Ничто Коёми (яп. 第十一話 こよみナッシング Дай Дзю:ити Ва Коёми Нассингу) - Эпизод двенадцатый: Смерть Коёми (яп. 第十二話 こよみデッド Дай Дзю:ни Ва Коёми Дэддо) | - Эпизод первый: Камень Коёми (яп. 第一話 こよみストーン Дай Ити Ва Коёми Суто:н) - Эпизод второй: Цветок Коёми (яп. 第二話 こよみフラワー Дай Ни Ва Коёми Фурава:) - Эпизод третий: Песок Коёми (яп. 第三話 こよみサンド Дай Сан Ва Коёми Сандо) - Эпизод четвёртый: Вода Коёми (яп. 第四話 こよみウォーター Дай Ён Ва Коёми Во:та:) - Эпизод пятый: Ветер Коёми (яп. 第五話 こよみウインド Дай Го Ва Коёми Уиндо) - Эпизод шестой: Дерево Коёми (яп. 第六話 こよみツリー Дай Року Ва Коёми Цури:) - Эпизод седьмой: Чай Коёми (яп. 第七話 こよみティー Дай Нана Ва Коёми Ти:) - Эпизод восьмой: Гора Коёми (яп. 第八話 こよみマウンテン Дай Хати Ва Коёми Маунтэн) - Эпизод девятый: Торус Коёми (яп. 第九話 こよみトーラス Дай Кю: Ва Коёми То:расу) - Эпизод десятый: Семена Коёми (яп. 第十話 こよみシード Дай Дзю: Ва Коёми Си:до) - Эпизод одиннадцатый: Ничто Коёми (яп. 第十一話 こよみナッシング Дай Дзю:ити Ва Коёми Нассингу) - Эпизод двенадцатый: Смерть Коёми (яп. 第十二話 こよみデッド Дай Дзю:ни Ва Коёми Дэддо) | Дословный перевод: «История календаря» или «История Коёми». На обложке: Ёдзуру Кагэнуи. | Дословный перевод: «История календаря» или «История Коёми». На обложке: Ёдзуру Кагэнуи. |
| 15 | Owarimonogatari (Vol. 1) (終物語（上）) | 21 октября 2013 года                                                                    | ISBN 978-4-06-283857-3                                                                  |
| - Эпизод первый: Формула Оги (яп. 第一話 おうぎフォーミュラ Дай Ити Ва О:ги Фо:мюра) - Эпизод второй: Загадка Содати (яп. 第二話 そだちリドル Дай Ни Ва Содати Ридору) - Эпизод третий: Потеря Содати (яп. 第三話 そだちロスト Дай Сан Ва Содати Росуто) | - Эпизод первый: Формула Оги (яп. 第一話 おうぎフォーミュラ Дай Ити Ва О:ги Фо:мюра) - Эпизод второй: Загадка Содати (яп. 第二話 そだちリドル Дай Ни Ва Содати Ридору) - Эпизод третий: Потеря Содати (яп. 第三話 そだちロスト Дай Сан Ва Содати Росуто) | Дословный перевод: «История конца». На обложке: Оги Осино.                              | Дословный перевод: «История конца». На обложке: Оги Осино.                              |
| 16 | Owarimonogatari (Vol. 2) (終物語（中）) | 29 января 2014 года                                                                     | ISBN 978-4-06-283861-0                                                                  |
| - Эпизод четвёртый: Доспехи Синобу (яп. 第四話 しのぶメイル Дай Ён Ва Синобу Мэйру) | - Эпизод четвёртый: Доспехи Синобу (яп. 第四話 しのぶメイル Дай Ён Ва Синобу Мэйру) | На обложке: Идзуко Гаэн.                                                                | На обложке: Идзуко Гаэн.                                                                |
| 17 | Owarimonogatari (Vol. 3) (終物語（下）) | 1 апреля 2014 года                                                                      | ISBN 978-4-06-283868-9                                                                  |
| - Эпизод пятый: Ад Маёй (яп. 第五話 まよいヘル Дай Го Ва Маёй Хэру) - Эпизод шестой: Свидание Хитаги (яп. 第六話 ひたぎランデブー Дай Року Ва Хитаги Рандэбу:) - Эпизод седьмой: Тьма Оги (яп. 第七話 おうぎダーク Дай Нана Ва О:ги Да:ку) | - Эпизод пятый: Ад Маёй (яп. 第五話 まよいヘル Дай Го Ва Маёй Хэру) - Эпизод шестой: Свидание Хитаги (яп. 第六話 ひたぎランデブー Дай Року Ва Хитаги Рандэбу:) - Эпизод седьмой: Тьма Оги (яп. 第七話 おうぎダーク Дай Нана Ва О:ги Да:ку) | На обложке: Хитаги Сэндзёгахара.                                                        | На обложке: Хитаги Сэндзёгахара.                                                        |
| 18 | Zoku-Owarimonogatari (続・終物語) | 17 сентября 2014 года                                                                   | ISBN 978-4-06-283878-8                                                                  |
| - Последний эпизод: Реверс Коёми (яп. 最終話 こよみリバース Сайсю: Ва Коёми Риба:су) | - Последний эпизод: Реверс Коёми (яп. 最終話 こよみリバース Сайсю: Ва Коёми Риба:су) | Дословный перевод: «Продолжение истории конца». На обложке: Содати Ойкура.              | Дословный перевод: «Продолжение истории конца». На обложке: Содати Ойкура.              |

## Четвёртый сезон
Monogatari Series: Off Season (яп. 〈物語〉シリーズ オフシーズン Моногатари Сиридзу Офу Си:дзун, «Межсезонье») — четвёртый сезон серии, включает в себя 19-22 тома, вышедшие с 5 октября 2015 года по 12 января 2017 года.
| № | Заглавие | Дата публикации                                                      | ISBN                                                                 |
| --- | --- | -------------------------------------------------------------------- | -------------------------------------------------------------------- |
| 19 | Orokamonogatari (愚物語) | 5 октября 2015 года                                                  | ISBN 978-4-06-283889-4                                               |
| - Эпизод первый: Фиаско Содати (яп. 第一話 そだちフィアスコ Дай Ити Ва Содати Фиасуко) - Эпизод второй: Тупица Суруга (яп. 第二話 するがボーンヘッド Дай Ни Ва Суруга Бо:нхэддо) - Эпизод третий: Отмена Цукихи (яп. 第三話 つきひアンドゥ Дай Сан Ва Цукихи Анду) | - Эпизод первый: Фиаско Содати (яп. 第一話 そだちフィアスコ Дай Ити Ва Содати Фиасуко) - Эпизод второй: Тупица Суруга (яп. 第二話 するがボーンヘッド Дай Ни Ва Суруга Бо:нхэддо) - Эпизод третий: Отмена Цукихи (яп. 第三話 つきひアンドゥ Дай Сан Ва Цукихи Анду) | Дословный перевод: «История глупости». На обложке: Ёцуги Ононоки.    | Дословный перевод: «История глупости». На обложке: Ёцуги Ононоки.    |
| 20 | Wazamonogatari (業物語) | 13 января 2016 года                                                  | ISBN 978-4-06-283892-4                                               |
| - Жестокая сказка: Прекрасная принцесса (яп. 残酷童話 うつくし姫 Дзанкоку До:ва Уцукусихимэ) - Эпизод нулевой: Приятного аппетита Ацерола (яп. 第零話 あせろらボナペティ Дай Дзэро Ва Асэрора Бонапэти) - Эпизод нулевой: Демоны Карэн (яп. 第零話 かれんオウガ Дай Дзэро Ва Карэн О:га) - Эпизод нулевой: Сон Цубасы (яп. 第零話 つばさスリーピング Дай Дзэро Ва Цубаса Сури:пингу) | - Жестокая сказка: Прекрасная принцесса (яп. 残酷童話 うつくし姫 Дзанкоку До:ва Уцукусихимэ) - Эпизод нулевой: Приятного аппетита Ацерола (яп. 第零話 あせろらボナペティ Дай Дзэро Ва Асэрора Бонапэти) - Эпизод нулевой: Демоны Карэн (яп. 第零話 かれんオウガ Дай Дзэро Ва Карэн О:га) - Эпизод нулевой: Сон Цубасы (яп. 第零話 つばさスリーピング Дай Дзэро Ва Цубаса Сури:пингу) | Дословный перевод: «История деяний». На обложке: Синобу Осино.       | Дословный перевод: «История деяний». На обложке: Синобу Осино.       |
| 21 | Nademonogatari (撫物語) | 27 июля 2016 года                                                    | ISBN 978-4-06-283898-6                                               |
| - Эпизод нулевой: Жребий Надэко (яп. 第零話 なでこドロー Дай Дзэро Ва Надэко Доро:) | - Эпизод нулевой: Жребий Надэко (яп. 第零話 なでこドロー Дай Дзэро Ва Надэко Доро:) | Дословный перевод: «История заботы». На обложке: Надэко Сэнгоку.     | Дословный перевод: «История заботы». На обложке: Надэко Сэнгоку.     |
| 22 | Musubimonogatari (結物語) | 11 января 2017 года                                                  | ISBN 978-4-06-283900-6                                               |
| - Эпизод нулевой: Русалка Дзэнка (яп. 第零話 ぜんかマーメイド Дай Дзэро Ва Дзэнка Ма:мэйдо) - Эпизод нулевой: Голем Нодзоми (яп. 第零話 のぞみゴーレム Дай Дзэро Ва Нодзоми Го:рэму) - Эпизод нулевой: Волк Митомэ (яп. 第零話 みとめウルフ Дай Дзэро Ва Митомэ Уруфу) - Эпизод нулевой: Человек Цудзура (яп. 第零話 つづらヒューマン Дай Дзэро Ва Цудзура Хю:ман)                   | - Эпизод нулевой: Русалка Дзэнка (яп. 第零話 ぜんかマーメイド Дай Дзэро Ва Дзэнка Ма:мэйдо) - Эпизод нулевой: Голем Нодзоми (яп. 第零話 のぞみゴーレム Дай Дзэро Ва Нодзоми Го:рэму) - Эпизод нулевой: Волк Митомэ (яп. 第零話 みとめウルフ Дай Дзэро Ва Митомэ Уруфу) - Эпизод нулевой: Человек Цудзура (яп. 第零話 つづらヒューマン Дай Дзэро Ва Цудзура Хю:ман)                   | Дословный перевод: «История связи». На обложке: Хитаги Сэндзёгахара. | Дословный перевод: «История связи». На обложке: Хитаги Сэндзёгахара. |

## Пятый сезон
Monogatari Series: Monster Season (яп. 〈物語〉シリーズ モンスターシーズン Моногатари Сиридзу Монсута: Си:дзун, «Сезон монстров») — пятый сезон серии. Анонсирован 11 января 2017 года вместе с выходом 22 тома. Включает себя тома с 23 по 28, выходившие с 20 июля 2017 года по 19 августа 2021 года.
| № | Заглавие | Дата публикации                                                    | ISBN                                                               |
| --- | --- | ------------------------------------------------------------------ | ------------------------------------------------------------------ |
| 23 | Shinobumonogatari (忍物語) | 19 июля 2017 года                                                  | ISBN 978-4-06-283902-0                                             |
| - Эпизод первый: Мастерство Синобу (яп. 第一話 しのぶマスタード Дай Ити Ва Синобу Масута:до)                                                                   | - Эпизод первый: Мастерство Синобу (яп. 第一話 しのぶマスタード Дай Ити Ва Синобу Масута:до)                                                                   | Дословный перевод: «История скрытности». На обложке: Синобу Осино. | Дословный перевод: «История скрытности». На обложке: Синобу Осино. |
| 24 | Yoimonogatari (宵物語) | 14 июня 2018 года                                                  | ISBN 978-4-06-511992-1                                             |
| - Эпизод второй: Улитка Маёй (яп. 第二話 まよいスネイル Дай Ни Ва Маёй Сунэйру) - Эпизод третий: Змея Маёй (яп. 第三話 まよいスネイク Дай Сан Ва Маёй Сунэйку) | - Эпизод второй: Улитка Маёй (яп. 第二話 まよいスネイル Дай Ни Ва Маёй Сунэйру) - Эпизод третий: Змея Маёй (яп. 第三話 まよいスネイク Дай Сан Ва Маёй Сунэйку) | Дословный перевод: «История сумерек». На обложке: Маёй Хатикудзи.  | Дословный перевод: «История сумерек». На обложке: Маёй Хатикудзи.  |
| 25 | Amarimonogatari (余物語) | 17 апреля 2019                                                     | ISBN 978-4-06-515225-6                                             |
| - Эпизод четвёртый: Тело Ёцуги (яп. 第四話 よつぎボディ Дай Ён Ва Ёцуги Боди) - Эпизод пятый: Тень Ёцуги (яп. 第五話 よつぎシャドウ Дай Го Ва Ёцуги Сядоу)     | - Эпизод четвёртый: Тело Ёцуги (яп. 第四話 よつぎボディ Дай Ён Ва Ёцуги Боди) - Эпизод пятый: Тень Ёцуги (яп. 第五話 よつぎシャドウ Дай Го Ва Ёцуги Сядоу)     | Дословный перевод: «История избытка». На обложке: Ёцуги Ононоки.   | Дословный перевод: «История избытка». На обложке: Ёцуги Ононоки.   |
| 26 | Ōgimonogatari (扇物語) | 28 октября 2020                                                    | ISBN 978-4-06-521158-8                                             |
| - Эпизод шестой: Свет Оги (яп. 第六話 おうぎライト Дай Року Ва О:ги Райто) - Эпизод седьмой: Полёт Оги (яп. 第七話 おうぎフライト Дай Нана Ва О:ги Фурайто)    | - Эпизод шестой: Свет Оги (яп. 第六話 おうぎライト Дай Року Ва О:ги Райто) - Эпизод седьмой: Полёт Оги (яп. 第七話 おうぎフライト Дай Нана Ва О:ги Фурайто)    | Дословный перевод: «История веера». На обложке: Оги Осино.         | Дословный перевод: «История веера». На обложке: Оги Осино.         |
| 27 | Shinomonogatari (Vol. 1) (死物語（上）) | 19 августа 2021                                                    | ISBN 978-4-06-524454-8                                             |
| - Эпизод восьмой: Суицид Синобу (яп. 第八話 しのぶスーサイド Дай Хати Ва Синобу Су:сайдо)                                                                      | - Эпизод восьмой: Суицид Синобу (яп. 第八話 しのぶスーサイド Дай Хати Ва Синобу Су:сайдо)                                                                      | Дословный перевод: «История смерти». На обложке: Синобу Осино.     | Дословный перевод: «История смерти». На обложке: Синобу Осино.     |
| 28 | Shinomonogatari (Vol. 2) (死物語（下）) | 19 августа 2021                                                    | ISBN 978-4-06-524455-5                                             |
| - Последний эпизод: Окружение Надэко (яп. 最終話 なでこアラウンド Сайсю: Ва Надэко Араундо)                                                                    | - Последний эпизод: Окружение Надэко (яп. 最終話 なでこアラウンド Сайсю: Ва Надэко Араундо)                                                                    | На обложке: Надэко Сэнгоку.                                        | На обложке: Надэко Сэнгоку.                                        |